# دوري بوروندي الممتاز 2018–19
دوري بوروندي الممتاز 2018–19 هو الموسم 55 من دوري بوروندي الممتاز. كان عدد الأندية المشاركة فيه 16، وفاز فيه Aigle Noir Makamba FC ‏.